# Старченко, Василий Фёдорович
Васи́лий Фёдорович Ста́рченко (7 марта (20 марта) 1904, село Темрюк, Украина — 17 июля 1948, Киев, Украина) — агрохимик, советский государственный деятель, член-корреспондент АН УССР по специальности агрохимия с 12.02.1945 года.

## Биография
Родился 7 (20 марта) 1904 года в селе Темрюк (ныне село Никольского района Донецкой области).
Родился в семье крестьянина-бедняка. С 9 лет работал в сельском хозяйстве. В 1918 году окончил двухклассное училище и поступил в Верхнеднепровское среднее сельскохозяйственное училище. В 1923 году окончил Верхнеднепровскую сельскохозяйственную профшколу. В 1923—1925 годах учился в Ерастовском сельскохозяйственном техникуме. В 1925—1929 годах учился в Киевском сельскохозяйственном институте.
В 1928 году стал членом ВКП(б). В 1929—1930 годах работал научным сотрудником агроотдела Всесоюзного научно-исследовательского института сахарной промышленности. В 1930—1932 годах учился в аспирантуре при Всесоюзном научно-исследовательском институте сахарной промышленности. С 1932 до 1934 года работал агрономом в Сортонасинтресте, инспектором по опытно-селекционным станциям. В 1934—1938 годах был директором и научным руководителем Мироновской опытно-селекционной станции Киевской области.
В 1938 году избирался председателем исполнительного комитета Киевского областного совета депутатов трудящихся. С декабря 1938 года заместитель председателя Совета Народных Комиссаров, с 1946 — Совета Министров УССР. В 1938—1940 годах кандидат в члены ЦК КП(б)У, с 1940 года член ЦК КП(б)У. С 1939 года — кандидат в члены ЦК ВКП(б). Депутат Верховного Совета СССР 1-го и 2-го созывов. Депутат Верховного Совета СССР с 1941 года.
Умер 17 июля 1948 года. Похоронен в Киеве на Лукьяновском кладбище.

## Память
Указом ПВС УССР от 2 августа 1948 г. в целях увековечивания памяти В. Ф. Старченко, его имя было присвоено Мироновской опытно-селекционной станции Киевской области. Переименованы Мироновский район Киевской области в Старченковский (в 1962 году ликвидирован, восстановлен в 1965 г. как Мироновский) и село Темрюк в Старченково (в 2016 году возвращено историческое название).

## Награды и премии
- 2 ордена Ленина (в том числе 23.01.1948)
- орден Красного Знамени
- орден Богдана Хмельницкого I степени
- орден Отечественной войны I степени
- медаль «Партизану Отечественной войны» I степени
- другие медали
- Большая золотая медаль сельскохозяйственной выставки